# Сифорд (Англия)
Си́форд (англ. Seaford [siːfɘrd]) — город на южном побережье Англии в графстве Восточный Суссекс. 
Население составляет 26 955 человек (2011).

## История
В Средние Века Сифорд был одним из главных портов, обслуживавших Южную Англию. Но заиливание гавани и постоянные набеги французских пиратов вынудили местные власти вступить на правах корпоративного члена Гастингса в союз Пяти Портов. Между 1350 и 1550 годами город был несколько раз сожжён французами. В XV веке жителей Сифорда называли «бакланами» за их любовь к разграблению разрушенных в бухте судов. Местная легенда гласит, что они заманивали корабли на мель, помещая фальшивые гавани на скалы.